# Siobhan McMahon

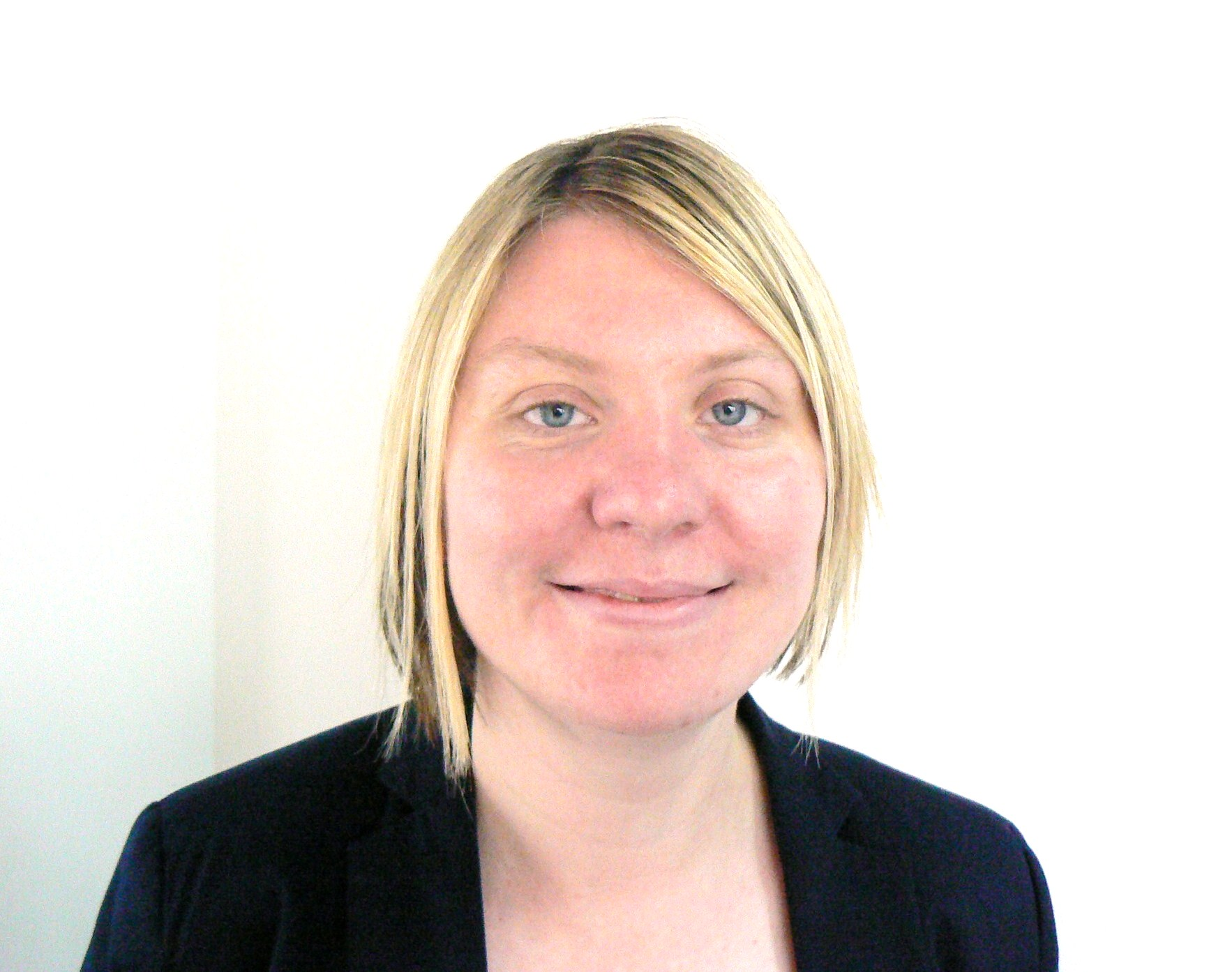
Siobhan McMahon

Siobhan McMahon (* 4. Juli 1984 in Bellshill) ist eine schottische Politikerin und Mitglied der Labour Party.

## Leben
McMahon besuchte die Glasgow Caledonian University und schloss als Bachelor in Politik, Geschichte und Soziologie ab. In der Folge war sie für ihren Vater, den Abgeordneten Michael McMahon, sowie den Scottish Secretary Jim Murphy tätig.

## Politischer Werdegang
McMahon trat bei den Schottischen Parlamentswahlen 2011 als Kandidatin auf der Regionalwahlliste der Labour Party für die Wahlregion Central Scotland an. Auf Grund des Wahlergebnisses gelang ihr als einer von drei Labour-Politikern der Einzug in das Schottische Parlament für Central Scotland. Da sie selbst unter Blindheit und spastischer Lähmung leidet, beschäftigt sie sich im Parlament neben dem Themengebiet Internationale Beziehungen mit den Bereichen Behinderung und Pflege. Mit Michael und Siobhan McMahon saßen erstmals Vater und Tochter als Abgeordnete im Schottischen Parlament. Zum Ende der Wahlperiode schied sie aus dem Parlament aus.